# Felix Murot
Felix Murot ist ein von Ulrich Tukur gespielter Kriminalhauptkommissar, der in vom Hessischen Rundfunk produzierten Tatorten auftritt. Er arbeitet für das Hessische Landeskriminalamt (HLKA) in Wiesbaden und ermittelt an verschiedenen Orten in Hessen. Sein erster Fall (Wie einst Lilly) lief im November 2010, während sein jüngster Fall (Murot und das 1000-jährige Reich) am 20. Oktober 2024 im Ersten zur Ausstrahlung kam.

## Hintergrund
Der Hessische Rundfunk produziert die Tatortfolgen des LKA-Ermittlers Felix Murot parallel zu den Fällen der Frankfurter Ermittler Steier und Mey und nachfolgend Janneke und Brix. Murots Ermittlungs- und Drehorte sind neben der Landeshauptstadt Wiesbaden weitere Städte und Dörfer in Hessen. Tukur hatte die Möglichkeit, am Profil seiner Figur Felix Murot mitzuwirken. Der Nachname ist ein Anagramm von Tumor, in Anlehnung an den Hirntumor, unter dem Murot in den ersten Folgen litt.
Sowohl Ulrich Tukur als auch Barbara Philipp, die Murots Assistentin spielt, traten bereits in einzelnen Tatortfolgen auf – 2003 in Das Böse auch gleichzeitig.

## Figuren

### Felix Murot
Felix Murot ist ein am 12. August 1962 in Bad Wildungen geborener Polizist. Er hat den Dienstrang eines Ersten Kriminalhauptkommissars und arbeitet beim Landeskriminalamt Hessen. Er ermittelt vorwiegend allein, unterstützt von seiner Mitarbeiterin Magda Wächter, an den verschiedenen Tatorten.
Murot erhielt nach einer ärztlichen Untersuchung Gewissheit darüber, dass er an einem Hirntumor leidet, mit dem er sich arrangieren musste und der ihn in seinen ersten beiden Fällen in seiner Arbeits- und Lebensweise beeinflusste, indem er beispielsweise Halluzinationen auslöste. Zuweilen hört er den Tumor, den er Lilly nennt, auch zu ihm sprechen. Diesen Tumor lässt Murot allerdings anfangs der dritten Folge entfernen und ermittelt in den jüngeren Folgen daher wieder konventionell. Auch wenn Murot konservativ und seriös wirkt, wendet er oft ungewöhnliche Mittel zur Aufklärung der Fälle an, wie etwa die medial inszenierte Vortäuschung eines Mordes in Es lebe der Tod. Passend zu seinem Wesen fährt er ab der ersten Folge einen Oldtimer, den er von einem Jugendfreund in seinem Heimatort am Edersee erworben hat: einen silbergrauen NSU Ro 80, der mit dem seltenen Wankelmotor angetrieben wird.

### Magda Wächter
Magda Wächter, gespielt von Barbara Philipp, ist Verwaltungsangestellte beim Landeskriminalamt und erledigt die Sekretariatsaufgaben für Felix Murot. Sie arbeitet vorwiegend vom LKA aus, unterstützt Murot aber auch immer wieder vor Ort bei den Ermittlungen. Wächter ist sehr schlagfertig, widerspricht Murot immer wieder mal und rettet ihn mehrfach aus brenzligen Situationen. Trotz gelegentlicher Konflikte haben beide ein sehr vertrauensvolles, freundschaftliches Verhältnis. Tatsächlich scheint sie die einzige zu sein, die Murots dunkle Seiten und damit seine ganze Persönlichkeit versteht und akzeptiert. In späteren Folgen wird sie dann zu einer LKA-Mitarbeiterin mit Dienstwaffe, die polizeiliche Aufgaben hat.

## Fälle
| Fall | Titel                            | Erstausstrahlung | Folge | Drehbuch                                               | Regie                | Besonderheiten |
| ---- | -------------------------------- | ---------------- | ----- | ------------------------------------------------------ | -------------------- | --- |
| 1    | Wie einst Lilly                  | 28. Nov. 2010    | 781   | Christian Jeltsch                                      | Achim von Borries    | Goldene Kamera 2011 an Ulrich Tukur (Bester deutscher Schauspieler); nominiert für die Goldene Kamera (Bester deutscher Fernsehfilm) und für den Grimme-Preis |
| 2    | Das Dorf                         | 4. Dez. 2011     | 819   | Daniel Nocke                                           | Justus von Dohnányi  | Nominiert für den Grimme-Preis 2012 |
| 3    | Schwindelfrei                    | 8. Dez. 2013     | 889   | Justus von Dohnányi                                    | Justus von Dohnányi  | |
| 4    | Im Schmerz geboren               | 12. Okt. 2014    | 920   | Michael Proehl                                         | Florian Schwarz      | Premiere und Bernd Burgemeister Fernsehpreis beim Filmfest München 2014; Medienkulturpreis beim Festival des deutschen Films 2014; Grimme-Preis 2015; neuer „Leichenrekord“ |
| 5    | Wer bin ich?                     | 27. Dez. 2015    | 968   | Bastian Günther                                        | Bastian Günther      | Im Rahmen einer Film-im-Film-Handlung steht Tukur selbst und nicht Murot im Mittelpunkt des Geschehens. |
| 6    | Es lebe der Tod                  | 20. Nov. 2016    | 1001  | Erol Yesilkaya                                         | Sebastian Marka      | |
| 7    | Murot und das Murmeltier         | 17. Feb. 2019    | 1084  | Dietrich Brüggemann                                    | Dietrich Brüggemann  | Titel und Handlung sind eine Anspielung auf den Film Und täglich grüßt das Murmeltier. Filmkunstpreis beim Festival des deutschen Films Ludwigshafen 2018. |
| 8    | Angriff auf Wache 08             | 20. Okt. 2019    | 1105  | Clemens Meyer und Thomas Stuber                        | Thomas Stuber        | Premiere am 24. August 2019 auf dem Festival des deutschen Films. |
| 9    | Die Ferien des Monsieur Murot    | 22. Nov. 2020    | 1145  | Ben Braeunlich und Grzegorz Muskala                    | Grzegorz Muskala     | Titel und Handlungselemente sind eine Anspielung auf den Film Die Ferien des Monsieur Hulot. Aufführung am 31. Oktober 2020 bei den 42. Biberacher Filmfestspielen. |
| 10   | Murot und das Prinzip Hoffnung   | 21. Nov. 2021    | 1179  | Martin Rauhaus                                         | Rainer Kaufmann      | Aufführung am 12. September 2021 beim 17. Festival des deutschen Films in Ludwigshafen. |
| 11   | Murot und das Gesetz des Karma   | 25. Sep. 2022    | 1210  | Lars Hubrich und Matthias X. Oberg                     | Matthias X. Oberg    | Die Premiere erfolgte am 9. September 2022 auf dem Festival des deutschen Films in Ludwigshafen am Rhein. |
| 12   | Murot und das Paradies           | 22. Okt. 2023    | 1247  | Florian Gallenberger                                   | Florian Gallenberger | Die Premiere erfolgte am 27. August 2023 auf dem Festival des deutschen Films in Ludwigshafen am Rhein |
| 13   | Murot und das 1000-jährige Reich | 20. Okt. 2024    | 1276  | Michael Proehl, Dirk Morgenstern und Matthias X. Oberg | Matthias X. Oberg    | Die Premiere erfolgte am 25. August 2024 auf dem Festival des deutschen Films in Ludwigshafen am Rhein Das Alter Ego Murots in der Nazizeit, Kommissar Rother, spielt am Klavier und singt einen englischen Propagandasong, Hitler Has Only Got One Ball, über die angebliche Monorchie Adolf Hitlers. |